# Bast (material)

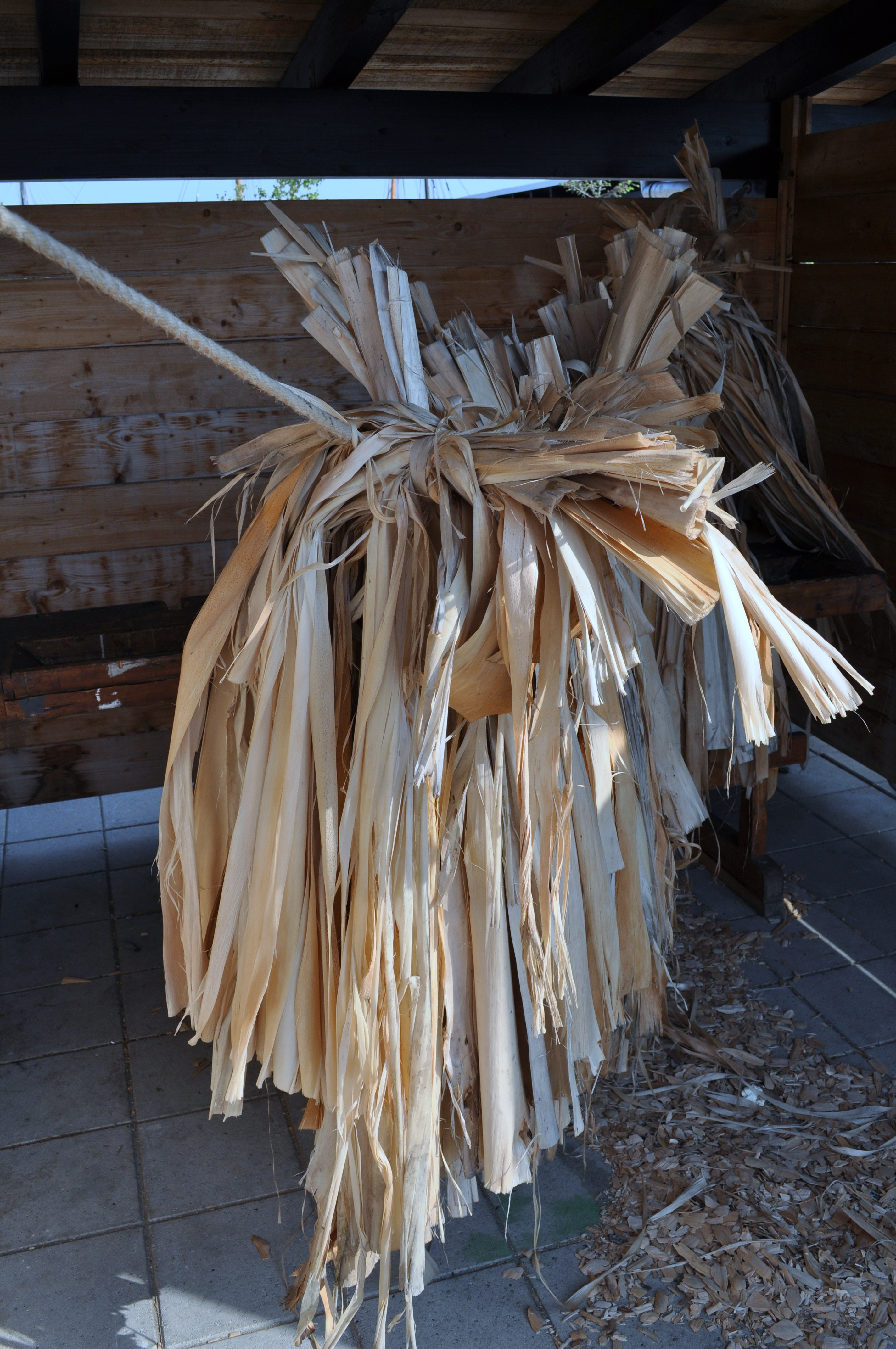
Torkade fibrer av bast.

Bast är ett material bestående av långsträckta växtfibrer, mer eller mindre förvedade, som kan fås från en mängd olika sorters växter. I snäv bemärkelse är bast så kallat floem som fås från innerbarken från olika trädslag, i vidare bemärkelse även liknande stjälk-, frö- och fruktfibrer från olika (spånads)växter. Bast används bland annat till rep, spånad, mattor, korgar och andra flätarbeten. Det har även använts vid tillverkning av papper.

## Bast från olika ursprungsmaterial

### Innerbark
Bastet från innerbarken hos lind kan nyttjas till uppbindning i trädgårdsodling. Även bast från alm har historiskt kommit till nytta.
Linbast har brukats mycket länge. Repöglor av linbast har påträffas på danska stenåldersboplatser. Mjärdar och nät av bast hör till bland de äldsta användningsområdena, ännu på 1500-talet tillverkades sådana.

### Träspån
Träspån av tall och gran kan också benämnas bast. Dessa kan användas till rep eller korgar.
Även bastmattor och kassar har tillverkats av träbast, på 1850-talet förekom en omfattande export av träbastmjärdar från Virsemark till Norge. Träbastmattor, så kallade "ryssmattor" som användes som emballage för importsäd återanvändes som trasväv. 

### Kokosnöt
Kokosnötens bast kan användas till trossar eller mattor (beskrivet på svenska sedan 1667).

### Spånadsväxter
I Sverige har bast från spånadsväxter som lin (nämnt 1747), hampa (nämnt 1873) och nässla (nämnt 1881) länge kommit till nytta. Nässelväxten rami kan användas till vävnader. Spånadslin har nyttjats till vävnader, tråd och papper, hampa till segelduk och brännässla till nättelduk. Sisalbast nyttjas till rep och "manillahampa" till hängmattor. Uppbindningsmaterial, hattar och mattor kan göras av bast från rafia-palmer.
Andra användningsområden för bast är som taktäckning, där bladvass, säv och ag använts. Till ren spånad (för textilier) har bast från bomull och lin varit viktiga genom historien. Av papyrussäv tillverkades det första papperet, och papyrus har också givit sitt namn åt ordet papper.

## Etymologi
Ordet hette bast även i fornsvenska. Eventuellt är ordet besläktat med det latinska ordet fascis (knippa).